# Championnat du Danemark de football 1933-1934
Navigation
Saison précédente Saison suivante
La saison 1933-1934 du Championnat du Danemark de football était la 21e édition du championnat de première division au Danemark. C'est la 4e édition disputée sous la nouvelle formule, à savoir une poule unique de 10 clubs, la Meistersklabsserien, où chaque formation rencontre tous ses adversaires une seule fois. Le club classé dernier est relégué en D2 et remplacé par le champion de la division inférieure.
C'est le B 93 Copenhague qui remporte la compétition en terminant en tête de la poule. C'est le 5e titre de champion du Danemark de l'histoire du club.

## Les 10 clubs participants
| - KB Copenhague - B 93 Copenhague - BK Frem Copenhague - Boldklubben 1903 - Akademisk Boldklub | - AaB Aalborg - AGF Aarhus - Esbjerg fB - Fremad Amager - Skovshoved IF - Promu de D2 |

## Compétition

### Classement
Le barème utilisé pour établir le classement est le suivant :
- Victoire : 2 points
- Match nul : 1 point
- Défaite : 0 point

| Rang | Équipe                 | Pts | J | G | N | P | Bp | Bc | Diff |
| ---- | ---------------------- | --- | - | - | - | - | -- | -- | ---- |
| 1    | B 93 Copenhague        | 14  | 9 | 7 | 0 | 2 | 34 | 14 | +20  |
| 2    | Boldklubben 1903       | 14  | 9 | 7 | 0 | 2 | 34 | 20 | +14  |
| 3    | BK Frem Copenhague (T) | 13  | 9 | 6 | 1 | 2 | 26 | 15 | +11  |
| 4    | KB Copenhague          | 12  | 9 | 6 | 0 | 3 | 39 | 21 | +18  |
| 5    | Akademisk Boldklub     | 9   | 9 | 4 | 1 | 4 | 29 | 23 | +6   |
| 6    | AGF Aarhus             | 8   | 9 | 4 | 0 | 5 | 24 | 24 | 0    |
| 7    | Esbjerg fB             | 7   | 9 | 3 | 1 | 5 | 19 | 29 | -10  |
| 8    | AaB Aalborg            | 6   | 9 | 3 | 0 | 6 | 24 | 39 | -15  |
| 9    | Fremad Amager          | 5   | 9 | 2 | 1 | 6 | 13 | 29 | -16  |
| 10   | Skovshoved IF (P)      | 2   | 9 | 1 | 0 | 8 | 17 | 45 | -28  |

|  | Champion du Danemark 1933-1934                         |
|  | Relégation en deuxième division                        |
|  | (T) : Tenant du titre (P) : Promu de deuxième division |

## Bilan de la saison
| Tableau d'Honneur                   |                 |
| Compétition                         | Vainqueur       |
| Championnat du Danemark de football | B 93 Copenhague |

| Promotion et relégation      |               |
| Relégué en deuxième division | Skovshoved IF |
| Promu en Meistersbaksserien  | Helsingor IF  |